# Římskokatolická farnost Levín
Římskokatolická farnost Levín (latinsky Levinium) je církevní správní jednotka sdružující římské katolíky na území městyse Levín a v jeho okolí. Organizačně spadá do litoměřického vikariátu, který je jedním z 10 vikariátů litoměřické diecéze. Centrem farnosti je kostel Povýšení svatého Kříže v Levíně. Nachází se v něm tzv. „Levínský kocour“ – zazděný klenební svorník ze 13. století s reliéfem lva doplněným nápisem ve staroslověnské cyrilici, který symbolizuje Ježíše Krista.

## Historie farnosti
První doložená zpráva pochází z roku 1169, kdy byl Levín v držení Johanitů. V roce 1384 zde byla zřízena plebánie. Později se levínský kostel stal filiálním kostelem Liběšic. Matriky byly vedeny od roku 1686. Roku 1773 zde byla na Levíně zřízena fara.

### Duchovní správcové vedoucí farnost
Začátek působnosti jmenovaného v duchovní správě farnosti od roku:
- 1396   Mathias aus Beraun
- 1409   Zwest
- 1622   Cristian Jermiros
- 1623   Adam Rattman, † 1665
- 1666   Alois Alex. Sommer
- 1702   Wencesl. Franc. Absolon
- 1746   Franciscus Mayer, †  5. 8. 1783
- 1784   par. vacat.[p 2] Joann. Gaube
- 2. 6. 1784   Jos. Püsche, n. 1731, †  27. 5. 1796
- 7. 5. 1796   Joannes Gaube, †  21. 3. 1797
- 11. 7. 1797  Joann Baumgarten, n. 16. 5. 1756 Kaaden, o. 21. 9. 1779, †  27. 5. 1833
- 1833   par. vacat Franc. Rösler
- 22. 11. 1833 Franc. Arnold, n. 4. 5. 1786 Dauba, o. 15. 4. 1811, †  8. 8. 1855
- 1855   par vacat, admin. Anton. Gretschel
- 6. 12. 1855 Franc. Uhl, n. 20. 5. 1805 Mašťov, o. 2. 9. 1829, †  24. 9. 1869
- 1869   par. vacat, admin. int. Emman. Kaiser
- 13. 1. 1870  Anton. Prochaska, n. 29. 11. 1816 Zierde, o. 3. 8. 1840, † 13. 11. 1903 Kaaden
- 1893   par. vacat, admin. inter. Jos. Tecl
- 13. 4. 1894   Joann. Liška, n. 24. 4. 1858 Leitmeritz, o. 24. 8. 1882, †  27. 7. 1922
- 19. 10. 1898 Andreas Wac (CSsR), n. 11. 10. 1867 Lipniki (Galicie), o. 7. 8. 1892, †  20. 4. 1925 Hranice (Č. Bud.)
- 1. 2. 1909   Adolph. Pientka, n. 29. 5. 1872 Bittkow (Německo), o. 30. 5. 1896, † 26. 10. 1940 Lewin
- 1. 4. 1940   Friedrich Bonifatius Stehle, n. 5. 3. 1901 Hohentengen (Württemberg), o. 10. 8. 1926 Beuron
- 1. 4. 1943   Erich Smitz O.M.I., n. 22. 3. 1914, Eich (Rheinland), prof. 25. 4. 1934, o. 2. 4. 1939
- 1. 9. 1945   Josef Hesse, par. vacat, admin. exc., n. 1. 11. 1888 Königswalde, o. 13. 7. 1913, † 27. 6. 1967
- 1948  Anton. Tuček, par. vacat, admin. exc., n. 12. 12. 1913. M. Ostrava, o. 29. 6. 1939, † 24. 8. 1987
- 15 .10. 1950 Metoděj Petr Habáň OP, par. vacat, admin. exc.
- 1. 10. 1951 Ondřej Korvas CSsR, par. vacat, admin. exc. z Úštěka
- 1. 8. 1976 Josef Batta, par. vacat, admin. exc.
- 15. 11. 1977 Ondřej Korvas CSsR, par. vacat, admin. exc. z Úštěka
- 1. 10. 1987 Jan Bahník OP, par. vacat, admin. exc. z Úštěka
- 1. 11. 1989 Milan Matfiak, par. vacat, admin. exc.
- 1. 8. 1991 Jaroslav Stříž, par. vacat, admin. exc. z Křešic[4]

Kromě kněží stojících v čele farnosti, působili ve farnosti v průběhu její historie i jiní kněží. Většinou pracovali jako farní vikáři, kaplani, katecheté, výpomocní duchovní aj.

## Území farnosti
Do farnosti náleží území těchto obcí:
- Levín (Lewin[p 3])
- Dolní Bukovina (Nieder Gügel[p 3])
- Dolní Vysoké (Nieder Wessig[p 3])
- Habřina (Haber[p 3])
- Horní Bukovina (Ober Gügel[p 3])
- Horní Vysoké (Ober Wessig[p 3])
- Hradec (Ratzken[p 3])
- Hradiště (Ratsch[p 3])
- Levínské Petrovice (Petrowitz[p 3])
- Lhotsko (Hutzke[p 3])
- Lovečkovice (Loschowitz[p 3])
- Muckov (Mutzke[p 3])
- Nový Týnec (Neuthein[p 3])
- Srdov (Rierde[p 3])

## Římskokatolické sakrální stavby na území farnosti
| | Fotografie | Stavba                                                   | Místo              | Bohoslužby                      | Zeměpisné souřadnice             | Status         | Číslo kulturní památky           |
| Kostel | Kostel     | Kostel                                                   | Kostel             | Kostel                          | Kostel                           | Kostel         | Kostel                           |
| --- | ---------- | -------------------------------------------------------- | ------------------ | ------------------------------- | -------------------------------- | -------------- | -------------------------------- |
| 1. |            | Kostel Povýšení sv. Kříže                                | Levín              | bližší informace o bohoslužbách | 50°36′46″ s. š., 14°17′8″ v. d.  | farní kostel   | 37324/5-2111 (Pk•MIS•Sez•Obr•WD) |
| Kaple |            |                                                          |                    |                                 |                                  |                |                                  |
| 2. |            | Kaple sv. Josefa (Mauzoleum průmyslníka Josefa Schrolla) | Hradec             | bližší informace o bohoslužbách | 50°36′23″ s. š., 14°17′6″ v. d.  | pohřební kaple | 42900/5-2115 (Pk•MIS•Sez•Obr•WD) |
| 3. |            | Kaple                                                    | Levínské Petrovice | bohoslužby příležitostně        | 50°37′51″ s. š., 14°17′18″ v. d. | obecní kaple   | —                                |
| Některé drobné sakrální stavby a pamětihodnosti lze dohledat zde v databázi Drobné sakrální památky Zaniklé sakrální stavby lze dohledat zde v databázi Poškozené a zničené kostely, kaple a synagogy v České republice |            |                                                          |                    |                                 |                                  |                |                                  |

Ve farnosti se mohou nacházet i další drobné sakrální stavby, místa římskokatolického kultu a pamětihodnosti, které neobsahuje tato tabulka.

## Příslušnost k farnímu obvodu
Z důvodu efektivity duchovní správy byl vytvořen farní obvod (kolatura) farnosti Křešice, jehož součástí je i farnost Levín, která je tak spravována excurrendo.